# Henri de Coquet
Henri de Coquet, mort en 1127, est un ermite danois ayant vécu sur l'île de Coquet, au large de Tynemouth, sur la côte du Northumberland.

## Biographie
Henri (ou Éric) est issu d'une famille noble danoise. Converti par des missionnaires venus d'Angleterre, il part en Northumbrie pour éviter le mariage que lui ont préparé ses parents. Il débarque à Tynemouth et obtient la permission de construire une cellule sur l'île de Coquet et d'y vivre en ermite.
Il y meurt en 1127 et est enterré au prieuré de Tynemouth, auprès du prince Oswine de Deira, mort à Gilling West en 651. 
Il est vénéré comme saint par l'Église catholique qui le fête le 16 janvier. Un vitrail de l'église Saint-Thomas de Canterbury à Deal, dans le Kent, le représente sous le nom de « saint Henri le Danois ». Il y porte un casque à cornes.

### Traduction
- (en) Cet article est partiellement ou en totalité issu de l’article de Wikipédia en anglais intitulé « Henry of Coquet » (voir la liste des auteurs).